# Municipio de Larrabee (Dakota del Norte)
El municipio de Larrabee (en inglés: Larrabee Township) es un municipio ubicado en el condado de Foster en el estado estadounidense de Dakota del Norte. En el año 2010 tenía una población de 56 habitantes y una densidad poblacional de 0,61 personas por km².

## Geografía
El municipio de Larrabee se encuentra ubicado en las coordenadas 47°32′12″N 98°48′32″O / 47.53667, -98.80889. Según la Oficina del Censo de los Estados Unidos, el municipio tiene una superficie total de 91.95 km², de la cual 90,16 km² corresponden a tierra firme y (1,95 %) 1,79 km² es agua.

## Demografía
Según el censo de 2010, había 56 personas residiendo en el municipio de Larrabee. La densidad de población era de 0,61 hab./km². De los 56 habitantes, el municipio de Larrabee estaba compuesto por el 100 % blancos. Del total de la población el 0 % eran hispanos o latinos de cualquier raza.